# Campeonato Descentralizado 1970
El Campeonato Descentralizado de fútbol profesional del Perú de 1970 tuvo la participación de 14 equipos. El torneo se desarrolló en dos etapas distintas, la primera se jugó bajo el sistema de todos contra todos en dos ruedas distintas. Tras concluir esta etapa, los equipos se dividieron en dos liguillas distintas, una para disputar el título y otra por el descenso.
El sistema de puntuación varió durante este campeonato, la primera rueda de la Primera Etapa otorgó las tradicionales puntuaciones de la época por partido (Ganado: 2, Empatado: 1, Perdido: 0); mientras que la segunda rueda de la Primera Etapa y las Liguillas otorgaron el doble de puntos por partido (Ganado: 4, Empatado: 2, Perdido: 0).
Sporting Cristal fue el campeón del certamen, tras obtener el mayor puntaje acumulado en la Liguilla Final; por otro lado, los clubes Atlético Grau y Deportivo Sima perdieron la categoría.
El balón oficial fue el Adidas Telstar (n.º 607) y el goleador del torneo fue Teófilo Cubillas, quien marcó 22 goles jugando por el Alianza Lima.

## Ascensos y descensos
| Posición | Ascendidos de la Segunda o Copa Perú   |
| -------- | -------------------------------------- |
| 1º       | Deportivo Sima (Segunda División 1969) |
| 1º       | Atlético Torino (Copa Perú 1970)       |

| Posición | Descendidos del Descentralizado 1969 |
| -------- | ------------------------------------ |
| 13º      | Centro Iqueño                        |
| 14º      | KDT Nacional                         |

## Equipos participantes
| Club                      | Ciudad   | Entrenador            |
| ------------------------- | -------- | --------------------- |
| Alianza Lima              | Lima     | Hugo Bagnulo          |
| Atlético Grau             | Piura    | Juan Seminario        |
| Atlético Torino           | Talara   | César Cubilla         |
| Carlos A. Mannucci        | Trujillo | Mario Gonzales        |
| Defensor Arica            | Lima     | Marcos Calderón       |
| Defensor Lima             | Lima     | Aristóbulo Deambrossi |
| Deportivo Municipal       | Lima     | Roberto Drago         |
| Deportivo Sima            | Callao   | Roberto Reynoso       |
| Juan Aurich               | Chiclayo | Juan Joya             |
| Octavio Espinosa          | Ica      | Carlos Aparicio       |
| Porvenir Miraflores       | Lima     | Máximo Mosquera       |
| Sport Boys                | Callao   | Juan Honores          |
| Sporting Cristal          | Lima     | Sabino Bártoli        |
| Universitario de Deportes | Lima     | Roberto Scarone       |

### Distribución geográfica
| Departamento | Equipos |
| ------------ | --- |
| Lima         | Alianza Lima Defensor Arica Defensor Lima Deportivo Municipal Porvenir Miraflores Sporting Cristal Universitario de Deportes |
| Callao       | Deportivo Sima Sport Boys |
| Piura        | Atlético Grau Atlético Torino                                                                                                |
| Ica          | Octavio Espinosa |
| La Libertad  | Carlos Mannucci |
| Lambayeque   | Juan Aurich |

| Atlético Grau Atlético Torino Juan Aurich Carlos Mannucci Octavio Espinosa Alianza Lima Defensor Arica Defensor Lima Dep. Municipal Porvenir Miraflores Sporting Cristal Universitario Sima Boys |

## Primera etapa
Se jugó con los catorce equipos de la Primera División. La primera rueda se desarrolló con el sistema de puntuación tradicional de la época, es decir: cada partido ganado otorgaba 2 puntos, los empates daban 1 punto, y las derrotas ningún punto. La segunda rueda se jugó con diferente puntuación para los partidos; los encuentros ganados en esta etapa valían 4 puntos, los empates otorgaban 2 puntos y los partidos perdidos, ninguno.

| Pos. | Equipos                   | PJ | PG | PE | PP | GF | GC | Dif. | Pts |
| ---- | ------------------------- | -- | -- | -- | -- | -- | -- | ---- | --- |
| 1    | Universitario de Deportes | 26 | 16 | 7  | 3  | 56 | 22 | +34  | 56  |
| 2    | Defensor Arica            | 26 | 13 | 7  | 6  | 38 | 26 | +12  | 53  |
| 3    | Sporting Cristal          | 26 | 13 | 8  | 5  | 44 | 25 | +19  | 49  |
| 4    | Juan Aurich               | 26 | 10 | 10 | 6  | 34 | 25 | +9   | 45  |
| 5    | Deportivo Municipal       | 26 | 10 | 9  | 7  | 32 | 31 | +1   | 44  |
| 6    | Octavio Espinosa          | 26 | 6  | 13 | 7  | 14 | 13 | +1   | 39  |
| 7    | Defensor Lima             | 26 | 8  | 8  | 9  | 25 | 24 | +1   | 37  |
| 8    | Sport Boys                | 26 | 8  | 7  | 11 | 31 | 38 | -7   | 36  |
| 9    | Alianza Lima              | 26 | 8  | 8  | 10 | 44 | 40 | +4   | 34  |
| 10   | Porvenir Miraflores       | 26 | 6  | 10 | 10 | 32 | 41 | -9   | 33  |
| 11   | Carlos Mannucci           | 26 | 8  | 6  | 12 | 29 | 37 | -8   | 32  |
| 12   | Deportivo Sima            | 26 | 5  | 11 | 10 | 21 | 31 | -10  | 32  |
| 13   | Atlético Grau             | 26 | 5  | 8  | 13 | 24 | 41 | -17  | 28  |
| 14   | Atlético Torino           | 26 | 7  | 5  | 14 | 25 | 52 | -27  | 28  |

|  | Liguilla Final 1970    |
|  | Liguilla Descenso 1970 |

## Liguilla descenso
Los siete clubes con menor puntuación en la Primera Etapa disputaron esta liguilla. Las puntuaciones de los partidos fueron: 4 puntos por partido ganado, 2 por cada empate y ninguno por las derrotas. Los clubes Deportivo Sima y Atlético Grau tuvieron las puntuaciones más bajas por lo que perdieron la categoría.

| Pos. | Equipos             | PJ | PG | PE | PP | GF | GC | Dif. | Pts |
| ---- | ------------------- | -- | -- | -- | -- | -- | -- | ---- | --- |
| 8    | Sport Boys          | 32 | 10 | 10 | 12 | 41 | 48 | -7   | 50  |
| 9    | Alianza Lima        | 32 | 10 | 10 | 12 | 49 | 44 | +5   | 46  |
| 10   | Porvenir Miraflores | 32 | 8  | 12 | 12 | 39 | 49 | -10  | 45  |
| 11   | Atlético Torino     | 32 | 10 | 7  | 15 | 30 | 55 | -25  | 44  |
| 12   | Carlos Mannucci     | 32 | 9  | 9  | 14 | 37 | 44 | -7   | 42  |
| 13   | Deportivo Sima      | 32 | 5  | 15 | 12 | 27 | 41 | -14  | 40  |
| 14   | Atlético Grau       | 32 | 7  | 10 | 15 | 35 | 51 | -16  | 40  |

|  | Descienden 15° a la Segunda División 1971 y 16° a la Copa Perú 1971 |

## Liguilla final
Los siete clubes con el mayor puntaje de la Primera Etapa disputaron la Liguilla por el título. 
Los puntos tanto de la segunda rueda del torneo como los partidos en la liguilla valieron el doble que la puntuación regular de la época, es decir: 4 puntos por partido ganado, 2 por los empates y ningún punto por las derrotas.
Sporting Cristal obtuvo el mayor puntaje acumulado y se proclamó campeón de la Primera División por cuarta vez, Universitario fue el subcampeón; ambos clasificaron a la Copa Libertadores 1971.

| Pos. | Equipos                   | PJ | PG | PE | PP | GF | GC | Dif. | Pts |
| ---- | ------------------------- | -- | -- | -- | -- | -- | -- | ---- | --- |
| 1    | Sporting Cristal          | 32 | 18 | 9  | 5  | 58 | 32 | +26  | 71  |
| 2    | Universitario de Deportes | 32 | 19 | 8  | 5  | 69 | 30 | +39  | 70  |
| 3    | Defensor Arica            | 32 | 15 | 9  | 8  | 43 | 30 | +13  | 65  |
| 4    | Juan Aurich               | 32 | 13 | 10 | 9  | 44 | 36 | +8   | 57  |
| 5    | Defensor Lima             | 32 | 10 | 11 | 11 | 33 | 32 | +1   | 49  |
| 6    | Deportivo Municipal       | 32 | 11 | 9  | 12 | 37 | 44 | -7   | 48  |
| 7    | Octavio Espinosa          | 32 | 7  | 15 | 10 | 22 | 28 | -6   | 47  |

|  | Campeón, Copa Libertadores 1971 |
|  | Copa Libertadores 1971          |
|                             |
| Campeón                     |
| Sporting Cristal 4.º título |

## Goleadores
| Jugador   | Jugador                 | Goles | Equipo                    |
| --------- | ----------------------- | ----- | ------------------------- |
| Peruano   | Teófilo Cubillas        | 22    | Alianza Lima              |
| Peruano   | Carlos Gonzales Pajuelo | 18    | Sporting Cristal          |
| Peruano   | Manuel Mellán           | 17    | Octavio Espinosa          |
| Peruano   | Alberto Gallardo        | 17    | Sporting Cristal          |
| Peruano   | Percy Rojas             | 15    | Universitario de Deportes |
| Peruano   | Juan Orbegozo           | 14    | Juan Aurich               |
| Peruano   | Carlos Urrunaga         | 14    | Defensor Arica            |
| Peruano   | Juan Rivero             | 13    | Sport Boys                |
| Peruano   | Héctor Bailetti         | 13    | Porvenir Miraflores       |
| Peruano   | Hugo Sotil              | 12    | Deportivo Municipal       |
| Peruano   | Luis Enrique Camacho    | 12    | Atlético Grau             |
| Peruano   | Francisco Gonzáles      | 12    | Defensor Lima             |
| Brasileño | Moacyr Pinto            | 11    | Carlos A. Mannucci        |
| Peruano   | Eladio Reyes            | 11    | Juan Aurich               |

## Estadísticas
- Mejor Ataque: Universitario de Deportes 69 goles a favor.
- Mejor Defensa: Octavio Espinosa 28 goles en contra.
- Equipo con mayor cantidad de partidos ganados: Universitario de Deportes 19 triunfos.
- Equipo con menor cantidad de partidos perdidos: Sporting Cristal y Universitario de Deportes 5 derrotas.
- Equipo con menor cantidad de partidos ganados: Deportivo Sima 5 triunfos.
- Equipo con mayor cantidad de partidos perdidos: Atlético Grau y Atlético Torino 15 derrotas.
- Equipo con mayor cantidad de empates: Octavio Espinosa y Deportivo Sima 11 empates.
- Equipo con menor cantidad de empates: Atlético Torino 7 empates.
- Equipo más goleado del torneo: Atlético Torino 55 goles en contra.
- Equipo menos goleador del torneo: Octavio Espinosa 22 goles a favor.
- Mayor goleada del torneo: Universitario de Deportes 9-0 Atlético Torino.

## Reconocimientos

### Premios anuales
| Premio                     | Ganador                                          |
| -------------------------- | ------------------------------------------------ |
| Mejor Equipo               | Sporting Cristal                                 |
| Bota de Oro                | Teófilo Cubillas (Alianza Lima)                  |
| Entrenador del año         | Vito Andrés Bártoli (Sporting Cristal)           |
| Portero del año            | Manuel Carrizales (Octavio Espinosa)             |
| Jugador extranjero del año | Carlos Daniel Jurado (Universitario de Deportes) |
| Jugador joven del año      | Juan Rivero Arias (Sport Boys)                   |
| Jugador veterano del año   | Alberto Gallardo (Sporting Cristal)              |
| Jugador revelación         | Carlos Gonzales Pajuelo (Sporting Cristal)       |